# Berlinie
Berlinie (Berlinia) je rod rostlin z čeledi bobovité. Jsou to povětšině stromy se složenými listy a bělavými pohlednými květy, které mají jeden korunní lístek nápadně větší než ostatní. Vyskytují se v počtu 16 druhů v tropické Africe. Některé druhy jsou těženy pro dřevo.

## Popis
Zástupci rodu Berlinia jsou stálezelené beztrnné stromy dorůstající výšky až 40 metrů, výjimečně keře. Koruna bývá hustá, kuželovitá a průměr kmene může přesáhnout 1 metr. Listy jsou sudozpeřené, složené ze 2 až 6 párů velkých, kožovitých lístků. Palisty mohou být velké a dosti vytrvalé nebo drobné a opadavé. Květy jsou bílé, pohledné, velké a vonné, uspořádané v latách nebo hroznech. Listeny jsou drobné, kožovité a opadavé. Kalich má krátkou až prodlouženou trubku a je zakončen 5 laloky. Koruna je pětičetná, horní korunní lístek je největší, zvlněný, dlouze nehetnatý. Dolní 4 korunní lístky jsou mnohem menší a kratší, úzce čárkovité. Tyčinek je 10 (výjimečně jen 5), vyčnívají z květů a jsou dvoubratré, s horní tyčinkou volnou a zbývajícími na bázi slabě srostlými. Semeník je krátce stopkatý, se 2 až 8 vajíčky a nitkovitou čnělkou zakončenou hlavatou bliznou. Lusky jsou velké, kožovité až dřevnaté a vyrůstají ze stopky v pravém úhlu. Většinou pukají náhle a explozivně, přičemž se chlopně spirálovitě svinují. Lusky bývají na horním švu více či méně křídlaté. Semena jsou okrouhlá a plochá.

## Rozšíření
Rod Berlinia zahrnuje 16 druhů. Je rozšířen výhradně v tropické Africe. Výskyt většiny druhů je omezen na oblast od tropické západní Afriky po Angolu a Dem. rep. Kongo. Největší areál má druh Berlinia grandiflora, rozšířený od tropické západní Afriky včetně Mali až po Středoafrickou republiku a Angolu. Nejvýchodněji (do Tanzanie) zasahuje Berlinia orientalis.tan
Berlinie nejčastěji rostou ve vysokém tropickém lese nebo v křovinatých společenstvech na dobře propustných půdách, některé druhy dávají přednost bažinám a říčním břehům.

## Ohrožené druhy
Druh Berlinia hollandii pochází z oblasti v jihovýchodní Nigérii, která byla silně odlesněna. V Červeném seznamu ohrožených druhů IUCN je tento druh veden jako ohrožený.

## Taxonomie
Květy Berlinia svým vzhledem poněkud připomínají květy některých druhů rodu Swartzia (dvouřadka) z tropické Ameriky, který je však řazen do jiné podčeledi bobovitých a není bezprostředně příbuzný.

## Význam
Dřevo berlínií je dosti tvrdé a dobře opracovatelné. Vlastnostmi se poněkud podobá dřevu dubovému a má i podobné využití. Nejčastěji jsou těženy druhy Berlinia grandiflora, B. confusa a B. bracteosa, dřevo je obchodováno pod názvem zebrawood, ebiara nebo rose zebrano.

## Přehled druhů a jejich rozšíření
- Berlinia auriculata – Kamerun, Gabon a Nigérie
- Berlinia bracteosa – rovníková západní Afrika až Angola a Zaire
- Berlinia bruneelii – Angola
- Berlinia confusa – rovníková západní Afrika až Gabon a Kamerun
- Berlinia congolensis – Nigérie až Angola a Zaire
- Berlinia coriacea – Nigérie
- Berlinia craibiana – Nigérie až Angola a Zaire
- Berlinia giorgii – Angola, Zaire, Zambie
- Berlinia grandiflora – tropická Afrika
- Berlinia hollandii – Nigérie
- Berlinia lundensis – Angola
- Berlinia occidentalis – rovníková západní Afrika
- Berlinia orientalis – Mosambik, Tanzanie
- Berlinia sapinii – Zaire
- Berlinia tomentella – rovníková západní Afrika až Kamerun
- Berlinia viridicans – Angola, Zaire